# Arctic Biosphere Atmosphere Coupling at Multiple Scales
Das universitäre Forschungskonsortium Arctic Biosphere Atmosphere Coupling at Multiple Scales (ABACUS) untersucht die Veränderungen des Kohlenstoffhaushaltes in der arktischen Tundra mit verschiedenen Methoden auf verschiedenen Größenordnungen.
Das auf drei Jahre (2006–2009) angelegte Forschungsprojekt wird von der Universität Edinburgh geleitet und umfasst Wissenschaftler der Universitäten Durham, Sheffield, York, Stirling, des University College London, des Centre for Ecology and Hydrology in Wallingford und des Mcauley Institute in Aberdeen. Es ist in das Rahmenprogramm des Internationalen Polarjahres eingebunden.

## Hintergrund und Forschungsfragen
Im Zusammenhang mit der globalen Erwärmung werden in der Arktis seit einigen Jahrzehnten deutliche Veränderungen der Temperatur und des Wasserhaushaltes beobachtet. Dabei gibt es komplizierte Rückkopplungen zwischen diesen Klimafaktoren und der Biosphäre. Die Vegetation nimmt das Treibhausgas Kohlendioxid aus der Atmosphäre aus, gibt aber andererseits auch Kohlendioxid und Methan an die Atmosphäre ab und verändert so den globalen Treibhauseffekt. Dabei sind einige Forschungsfragen noch nicht sehr gut untersucht:
- Nehmen die arktischen Tundragebiete insgesamt mehr Treibhausgase aus der Atmosphäre auf (d. h. sind sie eine Senke und verringern somit den Treibhauseffekt), oder geben sie insgesamt mehr Treibhausgase ab?
- Werden sich – als Folge der zu erwartenden globalen Veränderungen dieses Jahrhunderts – diese Kohlenstoffströme signifikant verändern? Könnte die Arktis insgesamt von einer Senke zu einer Quelle werden und somit die Erwärmung durch Rückkopplungen drastisch beschleunigen?

## Methoden
Um diese Fragen zu klären, untersucht das ABACUS-Konsortium den Kohlenstoffhaushalt der Tundra genauer. Dies geschieht mit verschiedenen Methoden auf verschiedenen Größenordnungen, von einzelnen Bodenproben über Instrumente auf mehrere Meter hohen Türmen und Messungen von Forschungsflugzeugen bis hin zu Satellitenbeobachtungen. Ergänzt und zusammengefasst werden die verschiedenen Ergebnisse durch Geostatistik sowie klimatologische und biologische Modellierungen.
Als Untersuchungsgebiete wurden zwei Regionen in Nordeuropa ausgewählt. Die erste Region befindet sich in der Nähe von Abisko in Schweden, hier wird ein Gebiet mit lockerem Birkenbestand, sowie ein Gebiet im Übergang zur Fjäll-Zone untersucht. Die zweite Region befindet sich nördlich des Inarijärvi in Finnland; hier wird ein Feuchttundra-/Moorgebiet sowie ein trockenes Birkenwald-Tundra-Gebiet erforscht.